# 揚陸艦

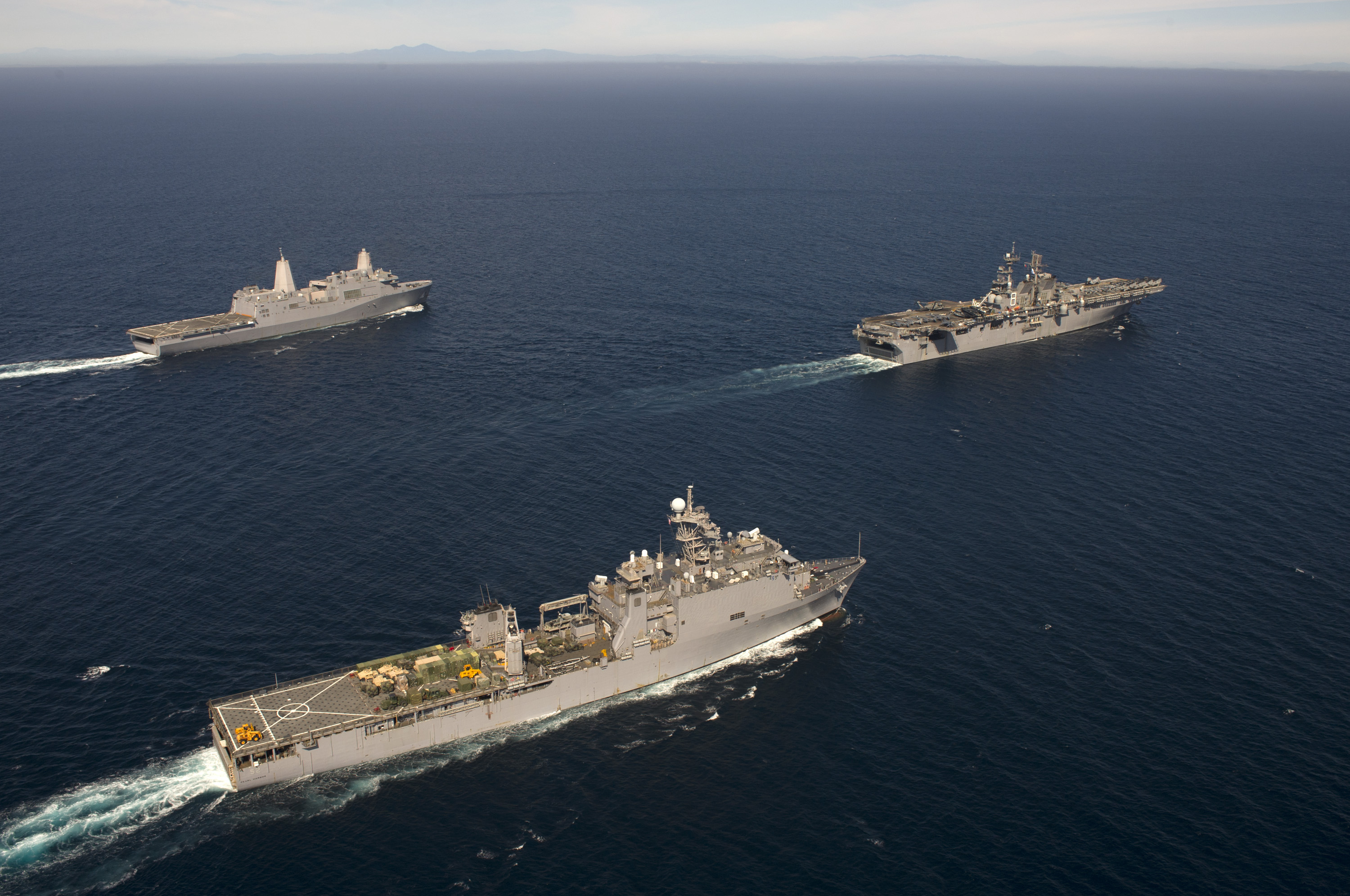
アメリカ海軍の各種揚陸艦（LSD（手前）・LHD（中央）・LPD（奥））

揚陸艦（ようりくかん、英語: Landing ship）は、人員や物資の輸送を目的とした艦船のうち、岸壁などの港湾施設に頼らずに揚陸する能力をもった軍艦のこと。

## 分類の変遷
第一次世界大戦以前の上陸戦において、上陸部隊は、軍隊輸送船・輸送艦から連絡艇や艀に乗り移って陸地に向かうのが一般的な手法であったが、大戦中のガリポリの戦いの戦訓から、専用の揚陸艦の必要性が認識されるようになった。大日本帝国陸軍は第一次上海事変での上陸作戦の教訓も踏まえて、優れた舟艇運用機能を備えた陸軍特殊船を開発した。しかし国としての造船能力の限界や諸経費の問題から建造数は大幅に削減され、また建造された船もほとんどが第二次世界大戦で戦没した。
アメリカ海軍においては、当初は艦隊補助艦の分類のなかに兵員輸送艦（AP）と貨物輸送艦（AK）があるのみだったが、後にAP・AKの相当部分について、舟艇運用機能を強化する改修が行われた。これらの艦は1943年に攻撃輸送艦（APA）および攻撃貨物輸送艦（AKA）へと類別変更され、従来のAP・AKは本国から前進基地への輸送、APA・AKAは前進基地から揚陸地点沖合への輸送と使い分けることとしたものの、APA・AKAともに揚陸艦としての性格は弱いままであった。一方、ダイナモ作戦による海外派遣軍撤退を経て大陸反攻を目指すイギリス海軍は、擱座着岸機能を備えた戦車揚陸艦（LST）と、優れた舟艇運用機能を備えたドック型揚陸艦（LSD）を開発したものの、国としての造船能力の限界から、実際の設計・建造はアメリカ合衆国が担った。
1940年代後半よりヘリコプターが発達すると揚陸艦における航空運用機能の存在感が増して、APAにヘリ空母としての機能を統合することが構想されるようになり、まずは既存の航空母艦を改装するかたちでヘリコプター揚陸艦（LPH）が登場し、間もなく専用設計艦の新規建造に移行した。またこれと並行して、航空運用機能を妥協するかわりに舟艇運用機能を強化したドック型輸送揚陸艦（LPD）も登場したが、これは実質的にLSDにAPA・AKAの機能を統合したものであった。
その後、航空運用機能と舟艇運用機能を兼ね備え、LPH・AKA・LSDの機能を代替できるものとして、強襲揚陸艦（LHA）が登場した。またLHAのウェルドックの設計を修正してエア・クッション型揚陸艇（LCAC）の運用に適合化した艦には、LHAとの差異を強調するため、LHDという新しい船体分類記号が付与された。

## 揚陸艦の特殊装置

### 擱座着岸機能

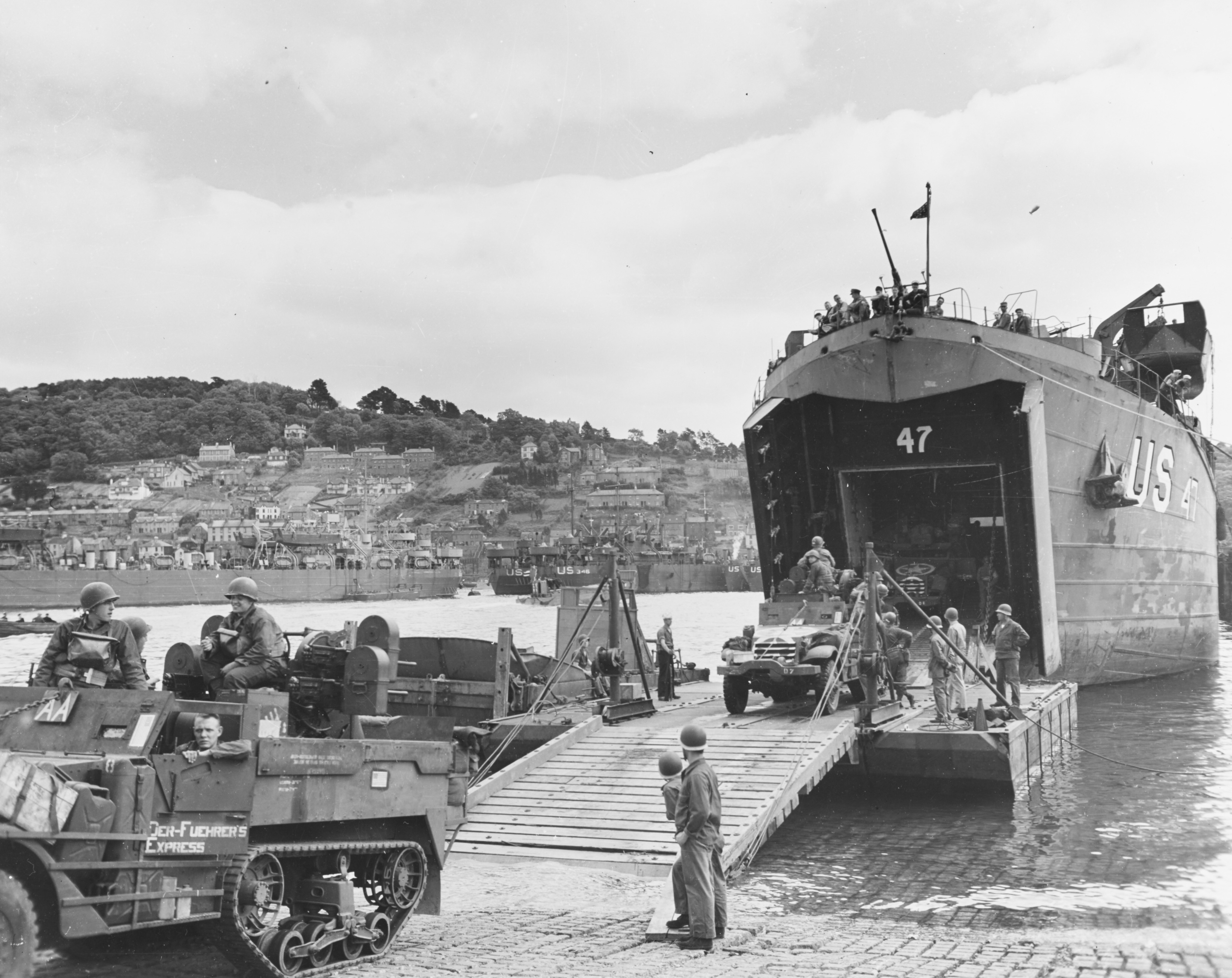
ノルマンディー上陸作戦にて、バウドアを開いてランプを繰り出し、車両を揚陸するLST

特に重量貨物や車両の揚陸という点では、艦を直接着岸させることがもっとも効率的である。しかし岸壁以外の海岸への着岸は、座礁事故に見られるような危険を孕んでおり、設計面で特別の配慮が必要となる。
最も重要なのが艦首の設計であり、港湾施設を持たない海岸に擱座着岸（ビーチング）して揚陸を行う必要から、喫水線上に大型の開口部が設けられ、跳ね橋構造の道板（バウランプ）が設置されるのが通例である。このバウランプは艦首部の止水壁を兼ねるが、航洋性確保のため、その外側にバウドアも設置されることが多い。また艦全体の設計についても、安全にビーチングする必要から喫水は浅くなり、船体幅は広くなるほか、後トリムとしても推進器や舵の寸法が制限を受け、艦首形状や船型とあわせて、高速力の発揮を困難としている。このような艦尾形状のため、後進時の保針性は無きに等しく、ビーチング時の船位保持や離岸作業のため、後部にも揚錨機と錨を有するのが通例である。このため、艦首部の主錨は1個とされるのが通例である。
ビーチングの際には、海水バラストによるトリム調整が不可欠であり、大戦世代のLSTでもバラストタンクは1,000トン以上の容量を確保し、強力なバラストポンプを装備している。着岸時には艦首喫水を浅くする一方、着岸後は艦首を固定するためにバラストによって艦首を抑える。また離岸時は艦を軽くする必要があるほか、運航中にも、搭載物件の有無や量次第では、バラストによって復原性を確保する必要もある。

### 舟艇運用機能

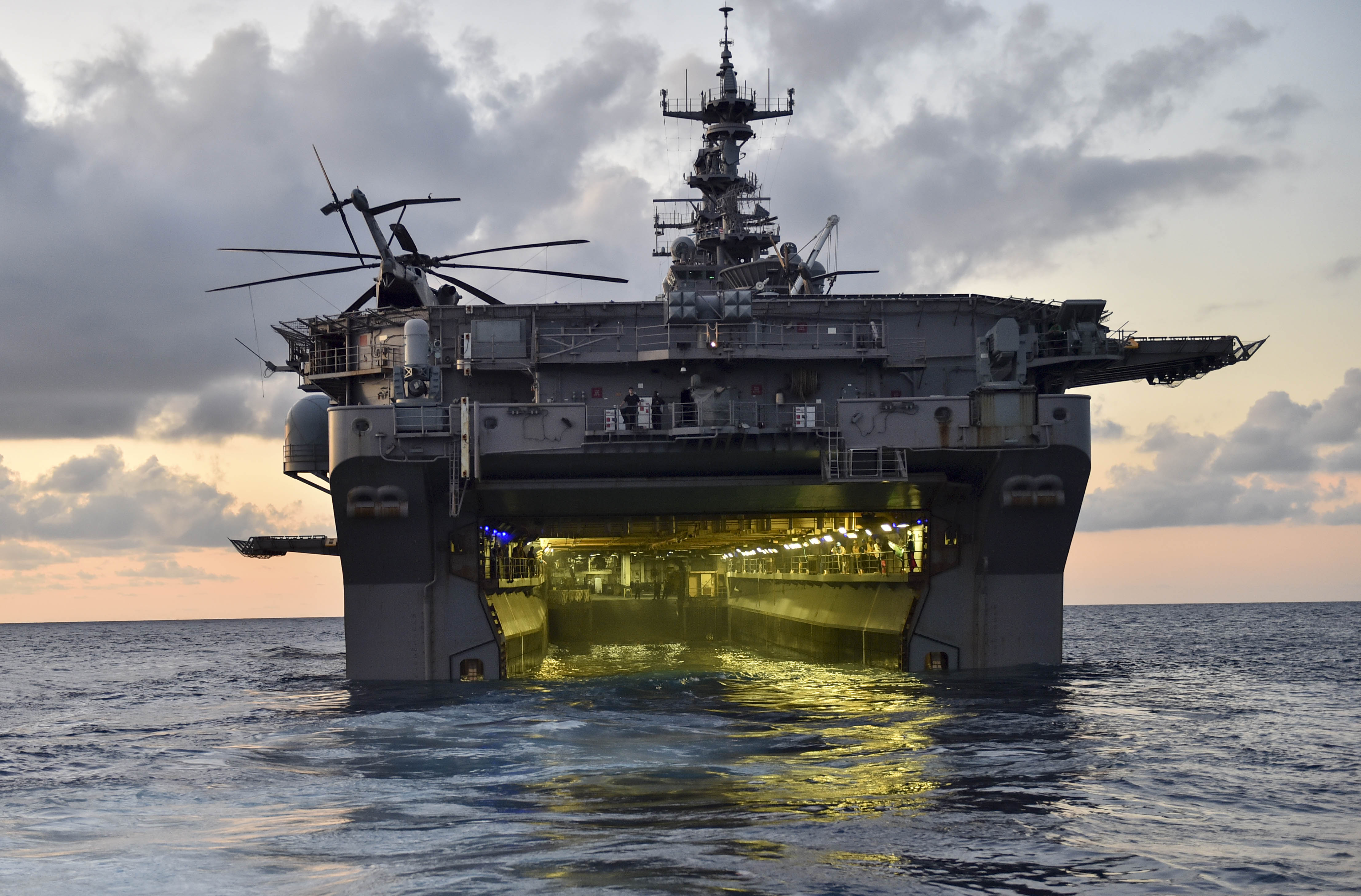
「イオー・ジマ」のウェルドック。

舟艇はもっとも古典的な上陸手段である。輸送艦・揚陸艦においては、通常の装載艇と同様にダビットに搭載するほか、他の貨物と同様に上甲板に搭載して、デリックやクレーンといった揚貨装置によって揚降することも行われてきた。
日本の陸軍特殊船では、上甲板の搭載分に加えて、中甲板にも船の全長にわたる大発動艇の格納庫が設けられた。甲板にはレールが敷設されて、大発は兵員や装備・物資を搭載したままでこの上を移動、船尾に引き出して、吃水線部に設けられた大きなカバーを開いて進水（泛水）させることができた。アメリカ海軍も小型のAP（後のドイエン級）の艦尾に斜路（スリップウェイ）を設けて舟艇を迅速に揚降することを計画したものの、竣工後に艦の予備浮力の不足が判明し、この斜路は使用されず封鎖された。また機雷敷設艦をAPとして改装する際にも斜路が設けられたが、こちらは舟艇というより水陸両用車のためのものと位置付けられた。
一方、イギリスが発明したLSDは、浮ドックに航洋性の自航装置を取り付けるという発想であった。艦内に舟艇を搭載するという点では陸軍特殊船と同様だが、単なる格納庫ではなくウェルドックとしており、舟艇に人員・装備を搭載した状態で漲水することにより、極めて効率的で迅速な出撃が可能となる。ただし舟艇の発進のためドック内の水深は最低2メートル程度は必要で、船体を沈める必要から、擱座着岸機能で使うものよりも更に大容量のバラストタンクやポンプが必要となり、バラスト水は旧式のLPDでも6,000トン、大型のLHA・LHDでは12,000トンに達する。一方、運用する舟艇をLCACに限る場合はドックの底面を海面と同じ高さにするだけでよく、漲水の必要がないためにバラストタンクやポンプの能力が低くてよいほか、ドック内の自由水が艦の安定性に悪影響を及ぼすこともないという利点がある。

### 航空運用機能

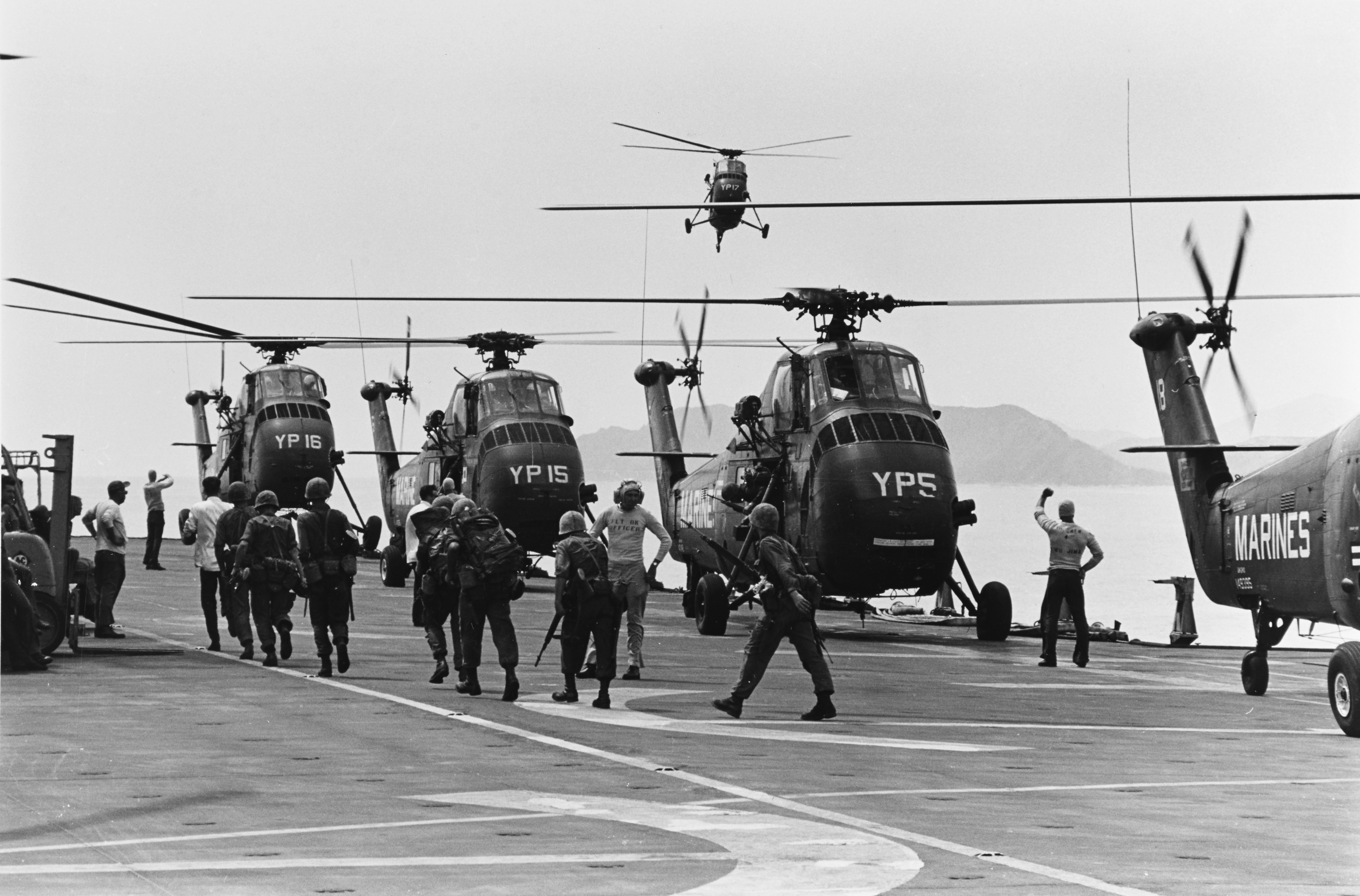
「イオー・ジマ」艦上のUH-34Dヘリコプターに搭乗する海兵隊員。

水陸両用作戦は陸空海の統合作戦として行うことが望ましく、日本の陸軍特殊船では飛行甲板の装着が求められたほか、アメリカ海兵隊も兵員輸送艦（AP）への飛行甲板の装着を要望し、海軍はLSTの一部に飛行甲板を設置して連絡機・観測機の運用を試みた。
そしてヘリコプターが発達すると、舟艇と比べて搭載量が小さいというデメリットの一方、地形・海況に制約されないうえに高速で長距離を移動できるという大きなメリットから、水陸両用作戦においてヘリボーン戦術は欠かせないものとなり、揚陸艦における航空運用機能の存在感は急激に増大した。このため、擱座着岸機能や舟艇運用機能を重視した艦でも、ヘリコプター甲板は備えている艦が多く、格納庫を備えている艦も増えている。
特にLPH・LHA・LHDのように航空運用機能を重視した艦では、航空母艦と同様の全通飛行甲板が採用される。一方で、カタパルトやアレスティング・ギアのように航空母艦特有の特殊装置は設置されない。垂直/短距離離着陸機の運用のためにスキージャンプが設置される場合もあるが、これは揚陸そのものというよりは空母の補完的な運用を考慮したものとされる。